# Mirella Pascual
Mirella Pascual (Montevidéu, 10 de abril de 1954) é uma atriz uruguaia conhecida por seu trabalho no filme Whiskey.

## Biografia
Seu primeiro trabalho foi para um curta-metragem em 2004. Em decorrência disso, entrou em contato com a produtora Control Z, que a contratou para estrelar o filme Whiskey, ao lado de Andrés Pazos e Jorge Bolani. O filme foi um sucesso e a catapultou para a fama internacional. Desde então, trabalhou em vários filmes do Uruguai, Argentina e Bolívia. Ele também atuou na televisão e no teatro. Em 2018 ela recebeu o prêmio pelo conjunto da obra da Associação de Críticos Uruguaios.

## Filmografia

### Cinema
- En la plaza (curta-metragem, 2004)
- Whisky (2004) – Marta Acuña.
- El cuarto de Leo (2009) – Mãe de Leo.
- El último verano de La Boyita (2009) – Elba.
- Miss Tacuarembó (2010) – Haydeé.
- Penumbra (2011) – Encarnación.
- Era el Cielo (2016) –  Malena Gorostiaga.
- Nadie nos mira (2017) - madre de Nico.
- El motoarrebatador (2018) –  Flora.
- La noche de 12 años (2018) – Lucy Cordano (mãe de José Mujica).
- Alelí (2019) – Lilián Mazzotti.
- El perro que no calla (2021) – Docente.

### Televisão
- Maltratadas (América TV, 2011)
- Dance! (Canal 10 (Uruguai), 2011) – Gabe
- Iosi, el espía arrepentido (Amazon Prime Video, 2022) – Zuni